# 静岡大学教育学部附属島田中学校
静岡大学教育学部附属島田中学校（しずおかだいがくきょういくがくぶふぞくしまだちゅうがっこう、英語訳:Fuzoku SHIMADA Junior high school）は、静岡大学教育学部の附属中学校の3校のうちの一つ。静岡県島田市中河町169に所在する。
生徒定員は一学年120人であったが、平成30年度入学者選考から108人に縮小された。島田市立島田第二中学校と道を挟んで隣接する。

## 名称

### 略称
- 附属島田中 [1][リンク切れ]
- 島附 [2]
- 静大附属島田中学校 [3]
- 附中
- 島中

### マスコミ等の表記
しばしばメディアや出版物において「付属島田中学校」と表記されることがあるが、   正式には「附属島田中学校」である。この表記は新聞用語懇談会が「附」の字は使用しない（「付」と表記する）と決めたことによる。

## 沿革

### 年表
- 1944年4月1日 静岡青年師範学校附属青年学校として創立される。
- 1947年4月1日 新学制により，静岡青年師範学校附属中学校ならびに静岡青年師範学校附属実務高等学校（定時制課程のみ）と改称される。
- 1949年4月1日 静岡大学教育学部附属島田中学校と改称される。
- 1951年 静岡青年師範学校附属高等学校は，静岡大学教育学部附属高等学校と改称され，1953年まで続く。
- 1953年10月5日 校章が制定される。
- 1955年4月1日 静岡大学教育学部島田分校が教育学部（静岡）に統合廃止される事に伴い，同分校跡（島田市中河町）に移転される。
- 1958年 第1回教育研究発表会が開催される。
- 1962年8月11日 プール（25m×13m）が竣工される。
- 1963年2月1日 研究第1書『中学生の思考過程（明治図書）』が出版される。
  - 同窓会が結成される。
  - 教育機器レスポンス・アナライザー（応答分析器）を自作し，全国に先駆けて「教育機器による授業分析」研究が行われる。
- 1965年2月1日 研究第2書『中学校における授業の組織化（明治図書）』が出版される。
  - 講堂兼体育館（RC1,826㎡）が竣工される。
- 1966年本館第一期工事（RC32,743㎡：管理棟，普通教室棟）が竣工される。
  - 運動場（10,416㎡）が整備される。
  - プール完成
- 1967年 球技コート（2,746㎡）の整備・正門造成工事が竣工される。
  - 研究第3書『矛盾の克服をめざす授業（明治図書）』が出版される。
- 1968年 Ｗ．オコン教授（ポーランド）が来校し，授業参観，講義が行われる。
- 1969年 特別教室（RC3,829㎡）が竣工される。
- 1970年 研究第4書『主体性の追究（明治図書）』が出版される。
- 1972年 創立25周年記念式典が挙行され，記念像（はばたきの像）が設置される。
- 1973年 温室・教育工学機器設備・運動場スプリンクラーが設置される。
- 1978年 中庭造園工事が竣工される。
- 1981年 研究第5書『自ら求めわかり合う授業（明治図書）』を出版される。
- 1982年 教育実習室兼研修室が竣工される。
  - 教室棟の耐震工事が完了する。
- 1987年 研究第6書『わかり方の追究（明治図書）』が出版される。
- 1988年 学校教育目標が『高い知性 豊かな感性 強い信念』と改訂される。
- 1993年 研究第7書『生徒の「思い」が育つ授業（明治図書）』が出版される。
- 1999年 本校研究第8書『教科の本質・魅力に出会う授業づくり（明治図書）』が出版される。
- 2002年 非常警報装置・監視カメラが設置され，警備員が配備される。
- 2004年 国立大学独立行政法人化により，「国立大学法人静岡大学教育学部附属島田中学校」と改称される。
- 2005年 研究発表会が2日間開催となる。
  - 体育館及び技術棟の耐震工事が竣工される。
- 2006年 生徒用コンピュータ（40台）が更新される。
- 2007年 第1,2理科室床及び実験台改修・教室廊下側窓枠サッシ改修が行われる。
  - 体育館ステージ用ワイドスクリーンが設置される。
- 2009年 校舎の全面改修が行われる。
- 2011年 屋外バスケットコート2面が完成する。
  - ユネスコスクールに加盟する。[5][リンク切れ]
- 2014年3月20日 武道場が完成する。
  - 9月5日 生徒による投票の結果「ゆうかり館」と名付けられる。[6][リンク切れ]

2019年プールのペンキが塗り直される。
2021年体育館とゆうかり館の間に冷水器が設置される。

## 生徒会活動
- 生徒会本部
- 専門委員会
  - 生活委員会
  - 保健委員会
  - 図書委員会
  - 放送委員会
  - 環境委員会
  - 体育委員会
  - 合唱委員会(2017年度に合唱リーダーより改名)
  - 文芸委員会(2017年度に文化委員会と広報委員会が合併)
- 選挙管理委員会(前期のみ)

## 部活動

### 運動部
- 野球部
- サッカー部
- 男子バスケットボール部
- 女子バスケットボール部
- 女子バレーボール部
- 男子ソフトテニス部
- 女子ソフトテニス部
- 卓球部(男子卓球部と女子卓球部があったが2020年度に合併)

### 文化部
- 吹奏楽部

## 通学区域
- 公共の交通機関を利用して概ね1時間で通学できる範囲内（受験資格）ただ、実際には静岡市や牧之原市など、広い範囲から通学する生徒がいる。

## 交通
- JR東海道本線 島田駅より徒歩20分（1.8km)
- 島田市コミュニティバス大津線 第二中学校入口より徒歩2分（100m）

### 自転車通学
自転車通学については、認可制である。それに関しては、いくつかの条件がある。
- 自宅から当校までの直線距離で1.5km以上あること
- 自転車を利用した場合に30分以内で通学できること
- 以上の条件を満たさない場合、道路事情等により通学距離が長くなり、保護者からの申請もあり、自転車による通学が適切と認められること
- 通学に使用する自転車は、認可時に配布される指定のシールを貼ったものであること

なお、自宅から最寄りの駅やバス停までの自転車通学に関しては、特に基準は定められていない。

### 電車通学
当校の最寄りの駅である島田駅まで利用する。島田駅からの通学は必ず徒歩でなければならない。

### バス通学
電車通学と同じく、利用は島田駅まで。主に、初倉、榛南方面の生徒がしずてつジャストライン 島田静波線を利用し、通学している。

## 校内の風景
校内には校章にも使われているユーカリの木が植えられている。また、太陽光発電と風力発電による電気を使った循環式のビオトープも作られており、メダカや水草などが放たれている。夏になるとアメンボやトンボが交尾を観察できたり、様々な種のカエルが生息する。
- 体育館
- ゆうかり館
- ビオトープ 2014年に再整備された。

## 行事

### 年間
4月
新任式・始業式
入学式
一迎会
修学旅行（3年）
宿泊研修（2年）
静大めぐり・島田めぐり・避難生活体験（1年）
生き方学習報告会
5月
ゆうかり祭を知ろう会
教育実習
6月
ゆうかり祭陸上部門
定期テスト①　
7月
生徒会長選挙
教育相談
一学期終業式
9月
二学期始業式
10月
ゆうかり祭文化部門
教育実習
11月
研究発表会
定期テスト②
12月
教育相談
2学期終業式
1月
3学期始業式
学調（1.2年）
実力テスト(3年)
本校入試
2月
定期テスト③
3月
三送会
修了式
卒業証書授与式

### 修学旅行
行き先は沖縄である。「平和学習」をテーマとして研修性の高い修学旅行となっており、ひめゆりの塔の前で、「目に親し・・・」で始まる合唱歌、別れの曲（わかれのうた）を唄うのが伝統となっている。沖縄の現地の人々にも受け入れられているこの恒例の合唱には、一年近くの歳月が費やされ、元ひめゆり学徒隊の方々を初め、毎年多くの方が聞きに訪れる。ただし、令和２年度は、新型コロナウイルス感染症の影響のため３月に延期される予定である。(その後、行先が長崎に変更され、修学旅行も3月に延期された。)

### 生き方学習報告会
1 - 3年生が各学年2人ずつで集まり、それぞれの体験活動を報告しあう会。（1年生は静大・島田巡り、2年生は宿泊研修、3年生は修学旅行について）発表形式は、新聞、スケッチブックなど（指定）にまとめ、決められた時間の中で発表する。ただし、令和２年度は、１年生は静岡探訪・島田探訪という形で行われた。

### ゆうかり祭
体育祭・文化祭は「ゆうかり祭」と呼ばれる。ゆうかり祭には、「陸上部門」と呼ばれる体育祭と「文化部門」と呼ばれる文化祭がそれぞれ開催される。
ゆうかり祭陸上部門
「ゆう陸」と呼ばれる体育祭では、保護者の参加率が高いことに加え、卒業生の参加者が多いことも特徴である。体育祭後のテントなどの片付けを卒業生が手伝うことが恒例となっている。また、バザー・オークションが併設され、善意で寄付された販売物による収益を、学校法人である学校の運営資金に充てられている。
ゆうかり祭文化部門
「ゆう文」と呼ばれる文化祭は、「有志の部」「展示の部」「部活動の部」「合唱の部」に分かれる。有志の部では、オーディションで選ばれた有志がピアノやダンス、太鼓、箏などを発表する。
ゆうかり祭日常部門
ゆうかり祭文化部門の後に、「普段の生活をよりよくしよう」、「ゆうかり祭で培った絆を大切にしよう」という意味で使われる（ことがある）。

## 校歌
- 作詞 土岐善麿
- 作曲 平井康三郎

## 廃校問題
2004年に国立大学が法人化されたことを契機に、全国の国立大学では経営の合理化による附属学校の統廃合が大きな課題として挙げられていた。附属島田中学校は、老朽化が進んでおり、また附属静岡中学校、附属浜松中学校と違い附属小学校を持っていない等の事情もあり、常に存続の危機が取り沙汰されていた。しかし2009年から2011年にかけての校舎改修工事によって、当面の存続が決定した。

## 出身者
- 植垣康博（在学 1961 - 1964）- 連合赤軍の元活動家
- 湯之上隆（在学 1974 - 1977）- 日本の半導体産業と電機産業のコンサルタントおよびジャーナリスト